# Parrawakar
Parrawakar – wieś w Armenii, w prowincji Tawusz. W 2011 roku liczyła 1464 mieszkańców.